# الرئيس كيم (مسلسل كوري)
الرئيس كيم (بالكورية: 김과장)؛ هو مسلسل تلفزيوني كوري جنوبي، بث على كي بي إس 2 من 25 يناير إلى 30 مارس 2017 في يومي الأربعاء والخميس في الساعة 22:00.

## القصة
هل تستطيع سياسة الشركات تحويل شخص سيء إلى جيد؟
تتحدث دراما “الرئيس كيم” عن “كيم سونج ريونج” محاسب موهوب يعمل لدى عصابة، يتمكن من العمل في شركة تدعى مجموعة TQ كمدير وسيط في دائرة المحاسبة بهدف اختلاس المال من الشركة. خلال تنافسه مع المحاسبة المحترفة “يون ها كيونج” وأعجوبة الأمور المالية “سو يول” والمتدرب المليء بالحيوية “هونج جا أون”، يجد “سونج ريونج” نفسه مهتماً بسياسة ويلاحظ أن بعض الأوغاد من ذوي السلطة بالشركة يريدون تخريبها. فأصبح شيءا فشيءا يبدأ يحارب الفساد في الشركة ومن أجل زملائه الموظفين بدلا من بنفيذ المهمة التي جاء من أجلها.

## بطولة
- نام جونج مين : في دور كيم سونغ ريونغ[4]
- نام سانغ مي: في دور يون ها كيونغ
- لي جون هو: في دور سيو يول
- جونغ هاي سونغ: في دور هونغ جا يون
- كيم وون هاي: في دور تشو نام هو
- كيم كانغ هيون: في دور لي جاي جون
- كيم سيون هو في دور سون سانغ تاي

## الاستقبال
على الرغم من التنافس مع الدراما ذات الميزانيات الكبيرة مثل (سايمدانغ، مذكرة الضوء) في نفس الفترة الزمنية وعدم وجود نجوم مشهورين، الا أن الدراما تمكنت من تحقيق أعلى التقييمات خلال مسيرتها وحظيت بشعبية هائلة، وقد لقيت تقييمات إيجابية لما قدمته من خطوط هجائية وساخرة حول أصحاب الشركات الفاسدين والمجتمع، مما لاقت صدى لدى المشاهدين، والأداء المتعدد الأوجه للممثل الرئيسي نام غونغ مين ، الذي أدى اندماجه لمثالي في شخصية الرئيس كيم، قالت كوريا تايمز إن الدراما "لديها القدرة على سرد قصص لغير مريحة (قصة حالات الاختلاس والتسريح الجماعي للعمال وغيرها من القضايا المجتمعية المتعلقة بالمنافسة الشرسة).

## المشاهدات
| الحلقة | تاريخ البث الأصلي       | متوسط تقييم الجمهور | متوسط تقييم الجمهور | متوسط تقييم الجمهور | متوسط تقييم الجمهور |
| الحلقة | تاريخ البث الأصلي       | TNmS                | TNmS                | إيه جي بي نيلسن     | إيه جي بي نيلسن     |
| الحلقة | تاريخ البث الأصلي       | على الصعيد الوطني   | سيول                | على الصعيد الوطني   | سيول                |
| ------ | ----------------------- | ------------------- | ------------------- | ------------------- | ------------------- |
| 1      | 25 من كانون الثاني 2017 | 6.6٪ (التاسع عشر)   | 7.1٪ (التاسع عشر)   | 7.8٪ (17)           | 7.7٪ (15)           |
| 2      | 26 من كانون الثاني 2017 | 6.3٪ (العشرون)      | 6.5٪ (18)           | 7.2٪ (الثامن عشر)   | 7.2٪ (15)           |
| 3      | 1 فبراير 2017           | 11.7٪ (السابع)      | 13.3٪ (الرابع)      | 12.8٪ (الخامس)      | 12.8٪ (الخامس)      |
| 4      | 2 فبراير 2017           | 11.5٪ (السابع)      | 13.3٪ (الرابع)      | 13.8٪ (الرابع)      | 14.1٪ (الرابع)      |
| 5      | 8 فبراير 2017           | 13.2٪ (الرابع)      | 15.5٪ (الرابع)      | 15.5٪ (الرابع)      | 15.8٪ (الرابع)      |
| 6      | 9 فبراير 2017           | 12.1٪ (السادس)      | 12.9٪ (الرابع)      | 16.7٪ (الرابع)      | 17.6٪ (الثالث)      |
| 7      | 15 فبراير 2017          | 13.1٪ (الرابع)      | 15.0٪ (الرابع)      | 16.1٪ (الرابع)      | 16.3٪ (الرابع)      |
| 8      | 16 فبراير 2017          | 13.7٪ (الرابع)      | 15.6٪ (الرابع)      | 17.6٪ (الرابع)      | 17.3٪ (الرابع)      |
| 9      | 22 فبراير 2017          | 15.5٪ (الرابع)      | 16.2٪ (الرابع)      | 17.8٪ (الثالث)      | 18.0٪ (الثالث)      |
| 10     | 23 فبراير 2017          | 15.2٪ (الرابع)      | 15.6٪ (الرابع)      | 17.2٪ (الرابع)      | 17.3٪ (الثالث)      |
| 11     | 1 مارس 2017             | 15.6٪ (الرابع)      | 17.0٪ (الثالث)      | 18.4٪ (الثالث)      | 19.2٪ (الثالث)      |
| 12     | 2 مارس 2017             | 16.3٪ (الرابع)      | 17.8٪ (الثالث)      | 18.4٪ (الثالث)      | 18.5٪ (الثالث)      |
| 13     | 8 مارس 2017             | 15.3٪ (الرابع)      | 16.2٪ (الرابع)      | 16.8٪ (الرابع)      | 16.8٪ (الرابع)      |
| 14     | 9 مارس 2017             | 14.3٪ (الرابع)      | 14.9٪ (الرابع)      | 17.1٪ (الرابع)      | 16.9٪ (الثالث)      |
| 15     | 15 مارس 2017            | 14.6٪ (الرابع)      | 16.1٪ (الثالث)      | 18.4٪ (الرابع)      | 19.1٪ (الثالث)      |
| 16     | 16 مارس 2017            | 16.2٪ (الرابع)      | 18.1٪ (الثالث)      | 17.1٪ (الرابع)      | 17.6٪ (الثالث)      |
| 17     | 22 مارس 2017            | 17.4٪ (الرابع)      | 19.7٪ (الرابع)      | 17.4٪ (الرابع)      | 17.5٪ (الرابع)      |
| 18     | 23 مارس 2017            | 16.0٪ (الرابع)      | 17.3٪ (الثالث)      | 17.0٪ (الرابع)      | 17.5٪ (الثالث)      |
| 19     | 29 مارس 2017            | 17.0٪ (الرابع)      | 18.6٪ (الثالث)      | 16.9٪ (الرابع)      | 16.8٪ (الرابع)      |
| 20     | 30 مارس 2017            | 18.0٪ (الرابع)      | 18.7٪ (الثالث)      | 17.2٪ (الرابع)      | 17.8٪ (الثالث)      |
| معدل   | معدل                    | 14.0٪               | 15.3٪               | 15.9٪               | 16.1٪               |

## الجوائز والترشحات
| عام  | جائزة                                        | الفئة                                     | مستلم                      | نتيجة |
| ---- | -------------------------------------------- | ----------------------------------------- | -------------------------- | ----- |
| 2017 | جوائز بيكسانغ للفنون رقم 53                  | افضل ممثل                                 | نامكونج مين                | رشح   |
| 2017 | جوائز البث الكورية الرابعة والأربعون         | جائزة الممثل                              | نامكونج مين                | فوز   |
| 2017 | جوائز الدراما الكورية العاشرة                | أفضل دراما                                | مدير جيد                   | رشح   |
| 2017 | جوائز الدراما الكورية العاشرة                | أفضل مدير إنتاج                           | لي جانغ سو                 | فوز   |
| 2017 | جوائز الدراما الكورية العاشرة                | أفضل سيناريو                              | لي اون جين                 | رشح   |
| 2017 | جوائز الدراما الكورية العاشرة                | جائزة التميز الأعلى، ممثل                 | نامكونج مين                | رشح   |
| 2017 | جوائز الدراما الكورية العاشرة                | جائزة التميز ممثلة                        | لي ايل هوا                 | فوز   |
| 2017 | جوائز الدراما الكورية العاشرة                | أفضل موسيقى تصويرية أصلية                 | DinDin (يجب أن يكون المال) | فوز   |
| 2017 | 1st جوائز سيول                               | افضل ممثل                                 | نامكونج مين                | رشح   |
| 2017 | جوائز فنان آسيا الثانية                      | أفضل فنان                                 | نامكونج مين                | فوز   |
| 2017 | جوائز فنان آسيا الثانية                      | أفضل المشاهير                             | لي جون هو                  | فوز   |
| 2017 | حفل توزيع جوائز KBS الدرامي الحادي والثلاثين | جائزة التميز الأعلى، ممثل                 | نامكونج مين                | فوز   |
| 2017 | حفل توزيع جوائز KBS الدرامي الحادي والثلاثين | جائزة التميز، ممثل في دراما متوسطة الطول  | لي جون هو                  | فوز   |
| 2017 | حفل توزيع جوائز KBS الدرامي الحادي والثلاثين | جائزة التميز، ممثل في دراما متوسطة الطول  | نامكونج مين                | رشح   |
| 2017 | حفل توزيع جوائز KBS الدرامي الحادي والثلاثين | جائزة التميز، ممثلة في دراما متوسطة الطول | نام سانغ مي                | رشح   |
| 2017 | حفل توزيع جوائز KBS الدرامي الحادي والثلاثين | أفضل ممثل مساعد                           | دونغ ها                    | رشح   |
| 2017 | حفل توزيع جوائز KBS الدرامي الحادي والثلاثين | أفضل ممثل مساعد                           | كيم وون هي                 | رشح   |
| 2017 | حفل توزيع جوائز KBS الدرامي الحادي والثلاثين | أفضل ممثلة مساعدة                         | لي ايل هوا                 | فوز   |
| 2017 | حفل توزيع جوائز KBS الدرامي الحادي والثلاثين | أفضل ممثلة مساعدة                         | جونغ هاي سونغ              | فوز   |
| 2017 | حفل توزيع جوائز KBS الدرامي الحادي والثلاثين | أفضل ممثلة مساعدة                         | سيو جيونج يون              | رشح   |
| 2017 | حفل توزيع جوائز KBS الدرامي الحادي والثلاثين | أفضل ممثل جديد                            | كيم سيون هو                | رشح   |
| 2017 | حفل توزيع جوائز KBS الدرامي الحادي والثلاثين | أفضل ممثل جديد                            | لي جون هو                  | رشح   |
| 2017 | حفل توزيع جوائز KBS الدرامي الحادي والثلاثين | أفضل ممثلة جديدة                          | ايم هوا يونغ               | رشح   |
| 2017 | حفل توزيع جوائز KBS الدرامي الحادي والثلاثين | جائزة مستخدم الانترنت - ذكر               | نامكونج مين                | رشح   |
| 2017 | حفل توزيع جوائز KBS الدرامي الحادي والثلاثين | جائزة مستخدم الانترنت - ذكر               | لي جون هو                  | رشح   |
| 2017 | حفل توزيع جوائز KBS الدرامي الحادي والثلاثين | جائزة أفضل زوجين                          | Namkoong مين ونام سانغ مي  | رشح   |
| 2017 | حفل توزيع جوائز KBS الدرامي الحادي والثلاثين | جائزة أفضل زوجين                          | Namkoong مين ولي جون-هو    | فوز   |
| 2018 | جوائز المنتج الكوري الثلاثين                 | أفضل دراما                                | مدير جيد                   | فوز   |

## الإنتاج
تمت القراءة الأولى للسيناريو في 15 ديسمبر 2016 في محطة KBS Annex في يويدو، سيول، كوريا الجنوبية. عُرض على تشا تاي هيون دور الرجل الرئيسي لأول مرة، لكنه رفض.

## كتاب
أُعلن في 24 مارس 2017 أن كي بي إس ميديا ستنشر كتابًا بعنوان "Chief Kim's Work Book" من المقرر إصداره في أبريل يتعلق بالدراما التي ستتضمن نصائح رائعة لحياة العمل، سيحتوي الكتاب على أفضل مشاهد الدراما وأفضل السطور وجميع نهايات الحلقة المصورة، سيتم رسم الرسوم التوضيحية بواسطة فنان الويبتون «يانغ كيونغ سو»، الذي شارك مع الدراما لإنشاء المشاهد النهائية لكل حلقة.

## روابط خارجية
- الرئيس كيم على موقع IMDb (الإنجليزية)
- الرئيس كيم على موقع ليتربوكسد (الإنجليزية)
- الرئيس كيم على موقع كينوبويسك (الروسية)
- الرئيس كيم على موقع قاعدة بيانات الفيلم (الإنجليزية)
- الرئيس كيم على هانسينما